# Ilha de Pantelária
Pantelária (em italiano Pantelleria e em siciliano Pantillirìa, antiga Cossyra) é uma ilha no Estreito da Sicília no Mar Mediterrâneo, 85 km a sudoeste da extremidade da Sicília ocidental e a 70 km a leste da costa africana. A ilha pertence à província siciliana de Trapani. Administrativamente, a ilha tem apenas um município, que leva o mesmo nome da ilha (a comune de Pantelária), cuja população em 2001 era de 6044 habitantes.
A ilha é inteiramente de origem vulcânica, sendo seu ponto mais alto uma cratera vulcânica extinta que se eleva a 836 metros acima do nível do mar. Fontes de água mineral quente e ebulições de vapor ainda denunciam a presença de atividade vulcânica. A ilha é fértil, mas carece de água fresca.
Pantelleria conecta-se com a ilha-mãe por barcos que partem de Trápani ou Agrigento. É através do transporte marítimo que a ilha exporta sua produção vinícola.
Uma das principais atrações da ilha são os dammusi, pequenas casas rurais feitas em pedras lávicas em formato cúbico, com aberturas em arco e tetos brancos em cúpula.